# Gimmersta
Gimmersta est une localité de Suède dans la commune de Tyresö située dans le comté de Stockholm.
Sa population était de 254 habitants en 2010.